# 十朱幸代
十朱 幸代（とあけ ゆきよ、1942年〈昭和17年〉11月23日 - ）は、日本の女優。東京市日本橋区（現・東京都中央区）出身。血液型はO型。父は俳優の十朱久雄。所属事務所は株式会社アクターズ・セブン。
ニッポン放送の朝のラジオ番組『いってらっしゃい』の初代パーソナリティ。「国民の恋人」と称された。文化学院英文科卒業。

## 略歴
父・十朱久雄は日本橋で江戸時代から続く、麻問屋「小倉貿易」の長男だったが、学生時代から芝居に熱中し、家業を継ぐ気が全くなかったことから、祖父が東京を離れれば芝居を辞めるだろうと、母との結婚を契機に自社の機械工場があった奈良県へ送り出した。父が江戸っ子であることに誇りを持っていたため、母をわざわざ東京に送り返し、十朱幸代を東京の病院で出産させた。十朱久雄の三人兄妹の中間子として生まれる。本籍は日本橋小網町一丁目。8歳まで近鉄奈良線の大和西大寺駅前の家で育った。西大寺の境内が遊び場だったという。父の演劇熱はいっこうに収まらず、その後家族を引き連れて東京に戻る。母も芝居好きで十朱幸代も幼い頃から芝居や映画に親しみ、「大きくなったら絶対に女優になる！」と公言していたという。中学生でモデルを始め、父親について見学に訪れたNHKでスカウトされる。1958年、NHK『バス通り裏』でデビュー。翌年、映画『惜春鳥』で映画デビュー。
1971年の銀河ドラマ『ゼロの焦点』で日本放送作家協会女性演技賞受賞。1984年～96年にかけて、日本アカデミー賞優秀主演女優賞など5回にわたって受賞した。
1976年、第2回菊田一夫演劇賞を受賞。1980年、『震える舌』でブルーリボン主演女優賞受賞、1985年、『花いちもんめ』で再び同賞を受賞する。1987年、毎日映画コンクール女優主演賞受賞。1989年、田中絹代賞受賞、日刊スポーツ映画大賞主演女優賞を受賞。
2002年、第27回菊田一夫演劇大賞。2003年、紫綬褒章受章。2004年、第15回日本ジュエリーベストドレッサー賞（60代）受賞。2005年、第26回松尾芸能賞大賞受賞。
2013年、2013年度秋の旭日小綬章受章。

## 人物・エピソード
- 兄と妹がいる。
- 歌手・俳優の小坂一也と14年間に渡って交際・同棲し、事実婚の関係にあったが、入籍には至らなかった[12]。
- 愛犬家であり、毎朝犬の散歩を欠かさない。
- 2011年4月（68歳）、トータルで21時間もかかった足首の大手術をした（変形した踝に腰の骨を移植）。半年間、車椅子で生活をし、その後、1年間リハビリテーションをした[13]。

## 出演作品

### 映画
- 惜春鳥 （1959年）
- パイナップル部隊 （1959年）
- 三人姉妹 （1959年）
- 三羽烏三代記 （1959年）
- 流転 （1960年）
- 次朗物語 （1960年）
- 春の夢 （1960年）
- 春の山脈 （1962年）
- 一心太助 男一匹道中記 （1963年）
- 雨の中に消えて （1963年・日活）
- 伊豆の踊子 （1963年・日活）
- 煙の王様 （1963年）
- 関の弥太っぺ （1963年）
- 光る海 （1963年・日活）
- 猟人日記 （1964年）
- 何処へ （1964年）
- 風と樹と空と （1964年・日活）
- 大喧嘩 （1964年・東映）
- 東京五輪音頭 （1964年）

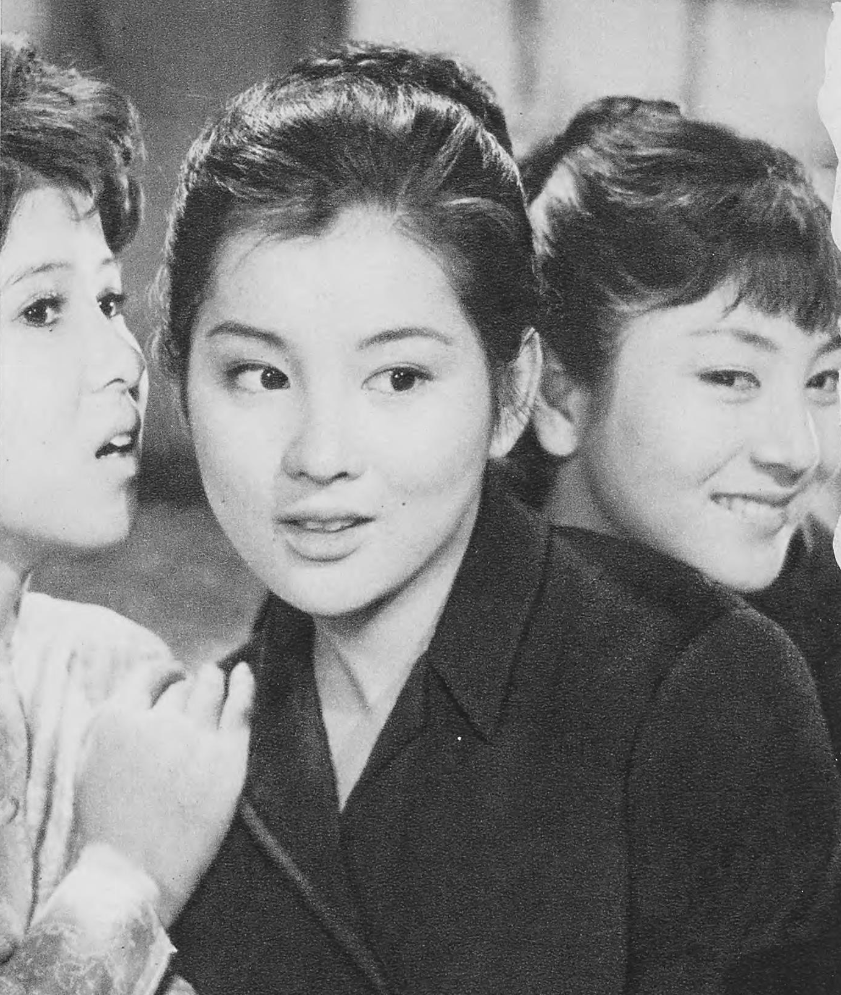
『光る海』（1963年）。左から十朱、吉永小百合、和泉雅子。

- 殺人者を消せ （1964年・日活） - 林百合
- 敗れざるもの （1964年・日活） - 俊夫の姉・高村浩子
- 黒い海峡 （1964年・日活） - 船場則子
- 拳銃野郎 （1965年）
- 意気に感ず （1965年）
- 青春とはなんだ （1965年・日活） - 杉浦圭子
- 星と俺とできめたんだ （1965年）
- ぼくどうして涙が出るの （1965年）
- マカオの竜 （1965年）
- 四つの恋の物語 （1965年・日活）
- 大空に乾杯 （1966年・日活）
- 太陽に突っ走れ （1966年） - 高村光枝
- かあちゃんと11人の子ども（1966年・松竹）
- 地獄の掟に明日はない （1966年）
- 逃亡列車 （1966年・日活） - 倉𠮷麻美
- 北国の旅情 （1967年）
- 育ちざかり （1967年）
- でっかい太陽 （1967年）※父・十朱久雄と共演
- 君が青春のとき （1967年）
- 燃える雲 （1967年）
- 陽のあたる坂道 （1967年）
- 喜劇競馬必勝法 大穴勝負 （1968年）
- 花の恋人たち （1968年）
- 天狗党（1969年）
- 女の警察 （1969年）
- 日本侠客伝刃 （1971年）
- 新座頭市物語 笠間の血祭り （1973年）
- 男はつらいよ 寅次郎子守唄 （1974年）
- 青葉繁れる （1974年）
- 悪名 縄張荒らし （1974年）
- 震える舌 （1980年） - 主演 ※ブルーリボン賞主演女優賞
- 魚影の群れ （1983年） - 日本アカデミー賞助演女優賞ノミネート
- この子を残して （1983年）
- 櫂 （1985年）
- 花いちもんめ （1985年） - 主演 ※ブルーリボン賞主演女優賞
- ウホッホ探険隊 （1986年）
- 白い野望 （1986年）
- 極道の妻たちII （1987年）
- 夜汽車 （1987年） - 主演 ※毎日映画コンクール主演女優賞 / 日本アカデミー賞主演女優賞ノミネート
- 螢川 （1987年）
- ハラスのいた日々 （1989年） - 主演 ※日本アカデミー賞主演女優賞ノミネート
- 社葬 （1989年）
- 桜の樹の下で （1989年）
- 女帝 春日局 （1990年）
- 江戸城大乱 （1991年） - 桂昌院 役
- 首領になった男 （1991年）
- 日本一短い「母」への手紙 （1995年） - 主演 ※日本アカデミー賞主演女優賞ノミネート

### テレビドラマ
- バス通り裏（1958年4月 - 1964年3月、NHK総合） - 主演・川田元子 役[注 2]
- 純愛物語（1962年、NHK総合 テレビ指定席）
- おねえさんといっしょ（1963年4月 - 1964年4月、NHK総合） - 主演・おねえさん 役[注 3]
- 娘たちの季節（1964年、フジテレビ）
- 日産スター劇場（日本テレビ）
  - パパの秘密（1965年）
  - アメリカ帰りのおばあちゃん（1965年）
- 東芝日曜劇場（TBS）
  - 僕の結婚（1965年、RKB制作）
  - さよならアイちゃん（1966年、RKB制作） - 主演
  - 式場の微笑（1975年） - 主演
  - 婚約時代（1976年） - 主演
  - 二階（1977年） - 主演・竹沢幸子 役
  - 松本清張おんなシリーズ・記憶（1978年） - 主演・平井良子 役
- 破れ太鼓（1965年、NHK総合）
- 信託水曜劇場 「乳母車」（1965年、フジテレビ）
- 高窓のある部屋（1965年、NHK総合）
- 近鉄金曜劇場
  - かあさん長生きしてね（1965年、TBS制作）
  - 祖父の帰国（1966年、ABC制作）
  - カナちゃんただいま!（1966年、ABC制作） - 主演
- 女だから......（1966年、TBS） - 主演
- 判決 第182話「愛とわかれの時」（1966年、NET）
- 女の顔（1966年、THK） - 主演
- ポーラ名作劇場 「火山列島」（1966年、NET）
- 木下恵介劇場「記念樹」（TBS）
- 連続テレビ小説（NHK総合)
  - 旅路（1967年）
  - かりん（1993年）
  - カーネーション（2011年）- 松坂貞子 役
- 孤独のメス（1969年、TBS）- 麻生雪江 役
- 鞍馬天狗（1969年、NHK） - お妙
- 大坂城の女（1970年、関西テレビ） - 玉那姫
- 火曜日の女シリーズ「人喰い」（1970年、日本テレビ）- 花城佐紀子
- 恋愛術入門 第1話 「手も足もでない恋」（1970年、TBS） -京子
- ゼロの焦点（1971年、NHK総合 銀河ドラマ） - 主演・鵜原禎子 役※日本放送作家協会女性演技賞受賞
- 大忠臣蔵 （1971年、NET）
- 徳川おんな絵巻第37話「まぼろしの恋」（1971年、関西テレビ）
- 木枯し紋次郎 第12話「木枯しの音に消えた」（1972年4月15日、フジテレビ）
- 銀河テレビ小説（NHK総合）
  - それでも私は行く（1972年7月3日 - 28日）
  - 熱き涙を（1978年4月3日 - 28日） - 主演・菊江 役
  - 夢見る頃を過ぎても1983年1月4日 - 28日） - 主演
- 遠山の金さん捕物帳 第143話「岡っ引が惚れた女」（1973年、NET） - お島 役
- 銭形平次（フジテレビ）
  - 第365話「星の降る夜に」（1973年） - おしん 役
  - 第418話「扇屋おわか」（1974年） - おわか 役
  - 第604話「五年目の真実（まこと）」（1978年） - おぶん 役
- 追跡 第2話「天使の賭け」（1973年、関西テレビ）
- 赤ひげ 第34話「短夜」（1973年、NHK総合）
- 百年目の恋（1973年 - 1974年、読売テレビ） - 主演・由利 役
- 座頭市物語 第8話「忘れじの花」（1974年、フジテレビ）
- 同心部屋御用帳 江戸の旋風 第10話「質ぐさ女房」（1975年、フジテレビ）
- 水戸黄門（TBS / C.A.L）
  - 第6部 第30話「希望の灯 -成田-」（1975年） - お沢 役
  - 第38部 第24話「禁断の園!大奥の謎 -江戸-」（2008年） - 滝川 役
- 小春ちゃん （1975年、フジテレビ） - 主演・小春 役
- 痛快!河内山宗俊 第18話 「雪に舞う女の絵草紙」（1976年、フジテレビ）
- 新・座頭市 第1シリーズ 第3話「潮来の別れ花」（1976年、フジテレビ）
- 七丁目の街角で、家出娘と下駄バキ野郎の奇妙な恋が芽生えた（1976年、日本テレビ） - 主演・成田ゆり子 役
- 伝七捕物帳 第128話「むすめ十手はなぜ重い」（1976年、日本テレビ / ユニオン映画） - お千 役
- 霧氷（1977年、フジテレビ）
- 大河ドラマ（NHK総合）
  - 黄金の日日（1978年） - 北政所 役
  - 北条時宗（2001年） - 覚山尼/ナレーション
- 土曜ワイド劇場（テレビ朝日）
  - 女弁護士 朝吹里矢子シリーズ（1978年 - 1992年、東映） - 主演・朝吹里矢子 役
- 魂の試される時（1978年、フジテレビ） - 主演・土屋萩 役
- 獅子のごとく（1978年、TBS） - 森しげ 役
- ご近所の星（1979年、フジテレビ） - 主演・木山美智子 役
- あめりか物語（1979年、NHK総合） - 菊地良 役
- 結婚の四季（1980年、フジテレビ）
- 源氏物語（1980年、TBS）
- 見まわせば二人（1981年、日本テレビ）
- ロウソクが消えない ママ、わたし話したいの（1982年、テレビ朝日） - 主演
- 平岩弓枝ドラマシリーズ「花祭」（1982年、フジテレビ） - 主演・若林彩子 役
- 悪女の招待状（1982年、テレビ朝日） - 主演・河上正子 役
- ひと夏の復讐（1983年、毎日放送） - 主演
- 生きて行く私（1984年、毎日放送） - 主演・宇野千代 役
- 金曜女のドラマスペシャル（フジテレビ）
  - 不信のとき（1984年） - 主演・米倉マチ子 役
  - 女が階段を上る時（1985年） - 主演
- ママたちが戦争を始めた!（1985年、日本テレビ） - 主演・宮口麻子 役
- 火曜サスペンス劇場 → DRAMA COMPLEX（日本テレビ）
  - 深く埋めて（1987年、PDS） - 主演・竹原信子 役
  - 盗聴の夜（1991年7月23日、中京テレビ） - 主演
  - 松本清張作家活動40年記念ドラマ「けものみち」（1991年12月、総合プロデュース） - 主演・成沢民子 役
  - 15周年記念作品 絆（1996年10月8日） - 主演・弓丘奈緒子 役
  - 松本清張スペシャル・内海の輪（2001年3月27日、C.A.L） - 西田美奈子 役
  - 取調室13（2001年2月20日、宝映企画）
  - 松本清張スペシャル・事故（2002年7月9日） - 田中久子 役
  - 産婦人科医・南雲綾子シリーズ（2003年 - 2006年） - 主演・南雲綾子 役
- 女と女 華やかな春（1987年1月3日、フジテレビ） - 主演・原直子 役
- TBS大型時代劇スペシャル（TBS）
  - 太閤記（1987年） - 濃姫 役
  - 徳川家康（1988年） - 築山殿 役
  - 織田信長（1989年） - こよ 役
  - 坂本龍馬（1989年） - あきよ 役
  - 源義経（1990年） - 北条政子 役
  - 武田信玄（1991年） - 仙桃院 役
  - 平清盛（1992年） - 美福門院 役
  - 天下を獲った男 豊臣秀吉（1993年） - お耶耶 役
  - 大忠臣蔵（1994年） - りく 役
  - 愛と野望の独眼竜 伊達政宗（1995年） - 保春院 役
- 年末時代劇スペシャル（日本テレビ） 
  - 五稜郭（1988年） - 井上ちか子 役
  - 源義経（1991年） - 常盤御前 役
- 華岡青洲の妻（1989年、フジテレビ）
- シリーズドラマ・10→ ドラマ10 （NHK総合）
  - 夜の長い叫び（1989年5月15日 - 6月12日） - 主演[15]
  - 熱きまなざし（1990年5月22日 - 6月12日） - 主演
- 月曜サスペンスシリーズ（関西テレビ）
  - 現代神秘サスペンス「三階の魔女」（1989年7月10日、東映） - 主演
  - 現代推理サスペンス「熱い風 女探偵加奈子の遺産」（1990年10月1日） - 主演
  - 不思議サスペンス「揺れるカーテン」（1991年、東映） - 主演
  - サスペンス・魔「幻の女・闇に消えたアリバイ」（1993年7月、東映） - 主演
- ドラマスペシャル「千利休 〜春を待つ雪間草のごとく〜」（1990年3月、毎日放送） - りき 役
- ドラマシティ'92（日本テレビ）
  - Mの悲劇（1992年6月11日） - 主演
  - 女が愛を裁くとき（1992年10月22日） - 主演
- 生命燃ゆ（1992年、テレビ朝日） - 柿崎志保子 役
- 土曜ドラマ（NHK総合）
  - 春の一族（1993年） - 杉本泰代 役
  - 女たちの帝国（1997年） - 主演・沢田杏子 役
- 四匹の用心棒 (5) かかし半兵衛無頼旅 (1993年10月、ANB / 東映) - むささびのお銀 役
- 三軒目の誘惑（1994年、日本テレビ） - 主演・千種恭子 役
- 金田一耕助の傑作推理「幽霊座」（1997年、TBS / 東阪企画） - 雷車鶴之丞 役
- 流れ板七人（1997年、テレビ朝日）
- 失楽園（1997年、読売テレビ）
- 魚心あれば嫁心（1998年、テレビ東京） - 船津（篠塚）弥生 役
- 女と愛とミステリー
  - 松本清張特別企画・わるいやつら（2001年、テレビ東京） - 藤島千世 役
- 祇園囃子（2005年、テレビ朝日）
- 水曜ミステリー9（テレビ東京）
  - 芸者小春姐さん奮闘記シリーズ（2005年 - 2009年） - 主演・神無月小春（女将） 役
- 金曜プレステージ（フジテレビ）
  - 気象予報士・大沢富士子の事件ファイル（2007年） - 主演・大沢富士子 役
- トップセールス（2008年、NHK総合） - 槙野光枝 役
- 土曜プレミアム（フジテレビ）
  - しゃばけ（2007年） - おぎん 役
    - うそうそ（2008年） - おぎん 役

  - 松本清張生誕100年記念作品・駅路（2009年） - 小塚百合子 役
- 新春ワイド時代劇寧々〜おんな太閤記 （2009年1月2日、テレビ東京） - なか 役
- ドラマWスペシャル「尋ね人」（2012年、WOWOW）- 杉田美月 役
- ゆりちかへ ママからの伝言（2013年、名古屋テレビ製作・テレビ朝日）- 中井美津子 役
- 日本・ベトナム国交樹立40周年スペシャルドラマ「The Partner 〜愛しき百年の友へ〜」（2013年9月29日、TBS） - 大岩真知 役
- 高嶺の花（2018年） - 風間節子

### 舞台
- おせん 柳橋物語（1975年、芸術座、原作：山本周五郎、脚本・演出：小幡欣治）- 駒子 役
- 雪国（1986年、芸術座、原作：川端康成、脚本：菊田一夫、演出：中村哮夫）- 駒子 役
- 雪国（1988年、御園座、原作：川端康成、脚本：菊田一夫）- 駒子 役
- 雪国（1990年、芸術座、原作：川端康成、脚本：菊田一夫、演出：中村哮夫） - 駒子 役
- 雪国（2000年、御園座、原作：川端康成、脚本：菊田一夫、演出：深町幸男） - 駒子 役
- 松廼家おけい ―虚空遍歴（山本周五郎）より（2009年）
- ジョン・ガブリエルと呼ばれた男（2010年） - エルラ 役
- 三越劇場8月公演「姑は推理作家」（2011年8月13日 - 22日、三越劇場） - 山吹蘭子 役
- 燃えよ剣〜土方歳三に愛された女、お雪〜（2013年） - お雪 役
- 「シェイクスピア物語」〜真実の愛〜（2016年12月23日 - 2017年1月28日） - エリザベス女王 役

### ラジオ
- 十朱幸代のいってらっしゃい（ニッポン放送）
- サントリーファンタジーポップス（FM OSAKA）

### バラエティ
- 熱唱! 絶唱! 涙唱! 日本の心演歌のすべて（TBS、1977年1月2日） - 司会
- 徹子の部屋（テレビ朝日）- 不定期出演
- この人「十朱幸代ショー」（NHK総合）
- 新春かくし芸大会（フジテレビ） - 審査員
- なるほど!ザ・ワールド（フジテレビ）- 不定期出演
- クイズ赤恥青恥（テレビ東京）- 不定期出演

### CM
- シルバー精工『シルバー編機』
- ロート製薬『パンシロンG』（1974年 - 1979年）
- 月桂冠
- はごろもフーズ『シーチキン』
- 花王『花王石鹸ホワイト』
- 東京ガス（1968年 - 1975年）東京ガスのCMタレントとして、東京ガスのテレビCM・ポスター・カタログ・新聞広告・雑誌広告に登場。[16]
- タイガー魔法瓶工業（現・タイガー魔法瓶）
- 塩野義製薬（現・シオノギヘルスケア）『パイロンAM錠』（1984年 - 1986年）
- 日清製粉（現・日清製粉グループ本社）
- 日立製作所
- エス・バイ・エル
- ヤクルト『ビフィール』
- 大日本除虫菊『金鳥の渦巻（金鳥蚊取り線香）』
- タカラブネ（現・不二家神戸）
- DHC
  - 『グルコサミン』『コンドロイチン』（2012年）
  - 『極らくらく』（2015年）

## ディスコグラフィー

### シングル
1. いたずら恋の風（1961年5月、コロムビア）
  - 作詞：浜口庫之助 / 作曲：浜口庫之助

（c/w　青春の並木路）※共演：小坂一也
2. セイタカアワダチ草（1977年9月5日、ビクター、SV-6277）
  - 作詞：吉岡治 / 作曲：岸本健介 / 編曲：高田弘
  - NHK総合テレビミニ番組『NHKニューソング』の一曲。

（c/w　風の盆）
3. ピローフレンド - PILLOW FRIEND（1981年、ビクター）
  - 作詞：阿久悠 / 作曲：三木たかし / 編曲：川口真
  - 日本テレビ系ドラマ「見まわせば二人」主題歌

（c/w　私の名前は…）
4. Shadow Blanca─白い影─（1982年8月、トーラス）
  - 作詞：ちあき哲也 / 作曲：大野克夫 / 編曲：大野克夫

（c/w　風の盆）
5. 他人の自由（1983年、トーラス）
  - 作詞：伊藤薫 / 作曲：伊藤薫 / 編曲：若草恵

（c/w　メモリー・ファイル）
6. 私も酔うわ（1983年7月21日、トーラス）
  - 作詞：岩谷時子 / 作曲：森田公一 / 編曲：竜崎孝路

（c/w　愛したいけど愛せない）
7. 愛待草（1984年6月、トーラス）
  - 作詞：伊藤薫 / 作曲：伊藤薫 / 編曲：馬飼野俊一

（c/w　想い出のスィング）
8. 星まつり（1986年、トーラス）
  - 作詞：水木かおる / 作曲：遠藤実 / 編曲：斉藤恒夫

（c/w　こぼれ陽の町）
9. 黄昏物語（1986年、トーラス）※共演：岸田智史
  - 作詞：荒木とよひさ / 作曲：三木たかし / 編曲：若草恵

（c/w　一瞬価千金）※共演：岸田智史

### オリジナル・アルバム
1. 佃囃子（1976年、ビクター）
2. 風の盆〜忘れかけていた故郷の心（1977年、ビクター）
3. 望郷〜忘れかけていた日本の心（1978年、ビクター）
4. トワイライト・シーン（1980年、ビクター）
5. 他人の自由（1983年、トーラス）

## 著書
- 十朱幸代『愛し続ける私』集英社、2018年。ISBN 9784083331558。。